# Trachycephalus imitatrix
Trachycephalus imitatrix là một loài ếch thuộc họ Nhái bén.
Loài này có ở Argentina và Brasil.
Môi trường sống tự nhiên của chúng là rừng ẩm vùng đất thấp nhiệt đới hoặc cận nhiệt đới, vùng núi ẩm nhiệt đới hoặc cận nhiệt đới, và đầm nước ngọt.
Chúng hiện đang bị đe dọa vì mất môi trường sống.